# Autrey-lès-Cerre
 Autrey-lès-Cerre  es una población y comuna francesa, situada en la región de Franco Condado, departamento de Alto Saona, en el distrito de Vesoul y cantón de Noroy-le-Bourg.

## Demografía
| 134 | 140 | 118 | 150 | 155 | 155 | 224 |
| Para los censos de 1962 a 1999 la población legal corresponde a la población sin duplicidades (Fuente: INSEE [Consultar]) |     |     |     |     |     |     |